# Píšť
Píšť – wieś gminna w Czechach w północno-wschodniej części kraju w kraju morawsko-śląskim oraz powiecie Opawskim na Śląsku Opawskim.
Położona jest tuż przy granicy z Polską. Liczba ludności według danych z 28 sierpnia 2006 r. wynosi 2136 mieszkańców. Miasta znajdujące się w niedalekiej odległości to Hluczyn, Krawarze, Bogumin, Ostrawa, Orłowa, a po polskiej stronie również Kietrz, Krzanowice, Racibórz, Rydułtowy, Pszów, Radlin oraz Wodzisław Śląski.

## Historia
Pierwsza pisemna o osadzie Piezche pochodzi z roku 1228. Po I wojnie światowej Píšť znalazł się w Czechosłowacji (przyłączony z Rzeszy Niemieckiej jako część kraiku hulczyńskiego). W latach 1938–1945 wieś ponownie włączono do Niemiec (wówczas już III Rzeszy). Po II wojnie światowej wieś wróciła do Czechosłowacji, a od 1993 znajduje się w granicach Czech.

## Zabytki
- Kościół św. Wawrzyńca (Sanktuarium Matki Bożej Częstochowskiej)
- Plebania
- Kaplica św. Jana Nepomucena

## Transport
Do 21 grudnia 2007 roku w miejscowości funkcjonowało przejście graniczne Píšť – Bolesław i przejście graniczne Píšť – Owsiszcze.

## Nazwy w innych językach
- W języku czeskim: Píšť lub Pišť
- W języku niemieckim: do roku 1938 Pyschcz, od roku 1938 Sandau; wcześniej występowały również nazwy Pischtsch oraz Pischcz
- W 1946 roku rozporządzeniem Ministrów Administracji Publicznej i Ziem Odzyskanych ustalono polską nazwę w formie Pyszcz[2], mimo iż miejscowość nie weszła w granice Polski